# Tan fort i tan a prop
Tan fort i tan a prop (títol original en anglès: Extremely Loud and Incredibly Close) és una pel·lícula de drama estatunidenca, dirigida per Stephen Daldry i estrenada el 2011. Va estar nominada a l'Oscar a la millor pel·lícula i a l'Oscar al millor actor secundari, per Max von Sydow. La pel·lícula es va doblar i subtitular al català.

## Argument
Oskar Shell, 11 anys, ha d'enfrontar una terrible prova: la mort del seu pare, Thomas. El dia del funeral, acompanya la seva mare que enterra un taüt buit: Thomas és una víctima dels Atemptats de l'11 de setembre de 2001 i el seu cos no ha estat trobat entre la runa de les torres. Oskar, nen precoç, no accepta la desaparició d'aquest pare que estimava i passa el seu temps remembrant-se la cronologia d'aquest dia funest. Al seu armari de paret, ha instal·lat fins i tot un altar poblat de records que li recorden Thomas. Mentre regira la cambra dels seus pares, trenca un gerro i descobreix entre les restes una clau, acompanyada d'un sobre on és escrita la paraula "Black". Oskar decideix elucidar aquest misteri i intenta pels panys del pis, en va. Amplia la seva recerca però, a la guia telefònica, més de 400 persones responen en nom de Black. Ple d'esperança, Oskar vol picar a cada porta i trobar el propietari d'aquesta clau. Durant diversos mesos, aquesta cerca el porta a trobar gent diferent...

## Repartiment
- Thomas Horn: Oskar Schell
- Max von Sydow: el «llogater»
- Tom Hanks: Thomas Schell, el pare d'Oskar
- Sandra Bullock: Linda Schell, la mare d'Oskar
- Viola Davis: Abby Black
- Jeffrey Wright: William Black, el marit d'Abby
- Zoe Caldwell: l'àvia d'Oskar
- John Goodman: Stan, el porter
- Paul Klementowicz: el sense sostre
- Dennis Hearn
- Julian Tepper
- Stephen Henderson
- Lorna Pruce

## Rebuda
La pel·lícula va rebre majoritàriament crítiques passables. El lloc Rotten Tomatoes diu que un 53% dels 53 crítics han donat una opinió positiva sobre la pel·lícula, amb una mitjana de 5,9/10. El lloc Metacritic dona una nota de 44 sobre 100 indicant crítiques negatives